# Les Jeudis de l'angoisse
Les Jeudis de l'angoisse est le titre générique d'un bloc de programmes diffusé à partir du 21 janvier 1993 sur M6.

## Historique
À la suite de l'échec de La Cinq en avril 1992, M6 relance le principe des Accords du Diable dès le 21 janvier 1993, en consacrant la deuxième partie de soirée du jeudi à l'horreur et aux frissons avec Les Jeudis de l'angoisse. À l'occasion, les premiers films sont précédés d'une pastille de Laurent Weil depuis le Festival international du film fantastique d'Avoriaz 1993.
La chaine programmera notamment Vendredi 13, Amityville : La Maison du diable et la série La Maison de tous les cauchemars diffusés précédemment sur La Cinq.
Toutes les plus grandes sagas de l'horreur ont défilé.

## Films diffusés
- Les Griffes de la nuit diffusé le 21 janvier 1993[1]
- L'Emprise des ténèbres diffusé le 1er avril 1993
- Creepshow diffusé le 6 mai 1993
- Aux portes de l'au-delà diffusé le 3 juin 1993
- Halloween
- Vendredi 13
- Freddy
- Candyman
- Candyman 2
- L'Exorciste
- Hitcher
- Terreur sur la ligne
- Suspiria
- Inferno
- Carrie au bal du diable
- Shocker
- Le Loup-garou de Londres
- Amityville, la maison du diable
- L'Ascenseur
- Wishmaster
- Cabal
- Montclare : Rendez-vous de l'horreur (Next of Kin)
- Contes d’outre-tombe (Tales from the crypt)
- Darkman
- L’ile du docteur Moreau (The island of Dr Moreau)
- Prince des ténèbres (Prince of Darkness)
- Le bazar de l’épouvante (Needlefulls Things)
- Max, le meilleur ami de l’homme (Man's Best Friend)
- Le Démon dans l'île

## Téléfilms diffusés
- Enterré vivant, diffusé le 18 mars 1993
- La Maison sur la falaise, diffusé le 25 mars 1993
- L'Assassin de mes nuits (Blind Witness), diffusé le 8 avril 1993
- La Proie (Mamba), diffusé le 22 avril 1993
- Le Jeu du diable (Alta tensione : Il gioco), téléfilm de Lamberto Bava diffusé le 13 mai 1993[2]
- Robe de sang (I'm Dangerous Tonight), téléfilm de Tobe Hooper diffusé le 20 mai 1993
- Le Cimetière oublié (Grave Secrets: The Legacy of Hilltop Drive), diffusé le 27 mai 1993
- L'Invasion des cocons (Deep Space), diffusé le 10 juin 1993
- Meurtre sous hypnose, diffusé le 17 juin 1993
- Invitation pour l'enfer, téléfilm de Wes Craven diffusé le 24 juin 1993
- La Robe blanche de Pamela (The Two Worlds of Jennie Logan), diffusé le 1er juillet 1993
- Témoin oculaire (Testimone oculare), téléfilm de Lamberto Bava diffusé le 30 septembre 1993[3]
- Le Maître de la terreur (Il maestro del terrore), téléfilm de Lamberto Bava diffusé le 18 janvier 1996[4]
- Petits Cauchemars avant la nuit, téléfilm der John Carpenter et Tobe Hooper, diffusé le 19 décembre 1996[5],[6],[7] Rediffusion le 6 janvier 2000[8]
- Carrie, diffusé le 19 février 2004
- L'auberge de la malédiction (The Green Man)

## Séries diffusées
- La Maison de tous les cauchemars (diffusé du 8 juillet[9] au 12 août 1993)
- Les Contes de la crypte
- Poltergeist : Les Aventuriers du surnaturel
- Au-delà du réel les aventures continuent
- Buffy contre les vampires

## Reprise du concept
À partir du jeudi 5 novembre 2015, NRJ 12 reprend un concept similaire : Les portes de l'angoisse, soirée spéciale diffusée tous les jeudis dès la première partie de soirée. Chaque semaine, un classique de l'épouvante est programmé, suivi d'un épisode de la série American Horror Story (inédite en clair). Ce programme a arrêté sa diffusion à la fin du mois de novembre 2015, et est ensuite transféré en deuxième partie de soirée le dimanche, où il est alors consacré uniquement à la diffusion de la série.